# Putaansaari (ö i Lappland, Norra Lappland)
Putaansaari är en ö i Finland. Den ligger i vattendraget Ivalojoki och i kommunen Enare  i den ekonomiska regionen Norra Lappland och landskapet Lappland, i den norra delen av landet, 1 000 km norr om huvudstaden Helsingfors. Öns area är 15,9 hektar och dess största längd är 0,7 kilometer i sydöst-nordvästlig riktning.